# Paul Nguyên Binh Tinh

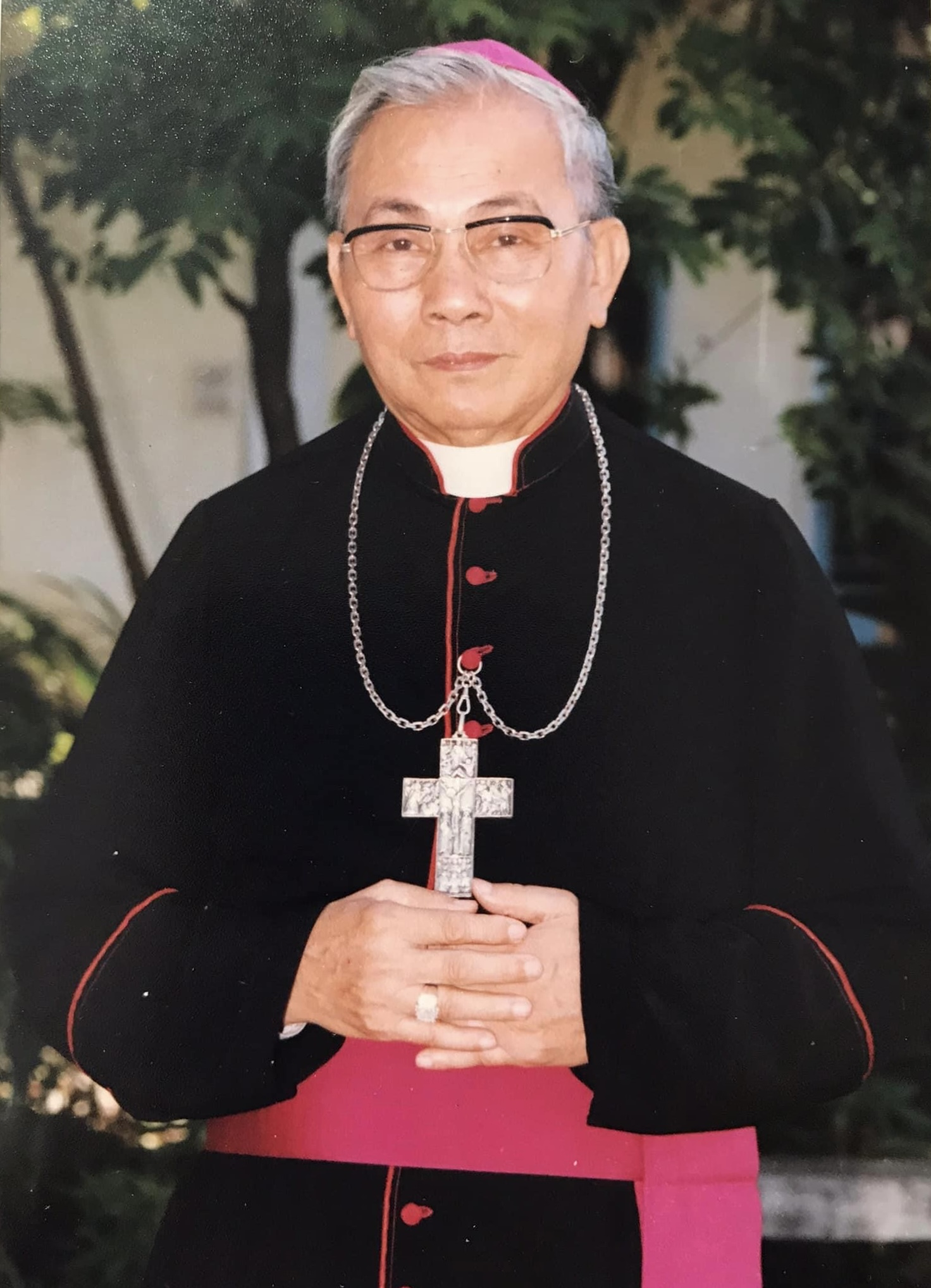
Paul Nguyên Binh Tinh, 2020

Paul Nguyên Binh Tinh PSS (* 30. Juni 1930 in Phát Diệm; † 21. November 2023) war ein vietnamesischer Ordensgeistlicher und von 2000 bis 2006 römisch-katholischer Bischof von Đà Nẵng.

## Leben
Paul Nguyên Binh Tinh trat der Ordensgemeinschaft der Sulpizianer bei und empfing nach seiner theologischen Ausbildung am 31. Mai 1960 die Priesterweihe. Nach einem weiteren Studium am Institut Catholique de Paris lehrte er als Professor an den Priesterseminaren in Nha Trang und Hue. Er war Regens des Seminars in Hue, Pfarrer und Generalvikar des Bistums Đà Nẵng.
Papst Johannes Paul II. ernannte ihn am 10. Mai 2000 zum Koadjutorbischof von Đà Nẵng. Die Bischofsweihe spendete ihm der Bischof von Đà Nẵng, François Xavier Nguyên Quang Sách, am 30. Juni desselben Jahres; Mitkonsekratoren waren die Paul Bùi Van Ðoc, Bischof von Mỹ Tho, und Pierre Trân Thanh Chung, Bischof von Kontum.
Mit der Emeritierung François Xavier Nguyên Quang Sáchs folgte er diesem am 6. November 2000 im Amt des Bischofs von Đà Nẵng nach. Am 13. Mai 2006 nahm Papst Benedikt XVI. sein aus Altersgründen vorgebrachtes Rücktrittsgesuch an.
Im November 2023 verstarb Tinh im Alter von 93 Jahren.